# Kjeld Petersen
Kjeld Petersen, född 1 juli 1920 i Köpenhamn, död 24 maj 1962, var en dansk skådespelare. Han var bror till skribenten och manusförfattaren Bent Grasten.
Petersen studerade drama för skådespelarna Hans Egede Budtz och Albert Luther och scendebuterade 1939 på Betty Nansen-teatret.  
Under 1950-talet bildade han komikerduo med Dirch Passer i olika revyer. 

## Filmografi i urval
- 1951 – Kvinnan bakom allt
- 1951 – Fireogtyve timer
- 1959 – Vi är tokiga allihop

## Teater

### Roller
| År   | Roll        | Produktion | Regi        | Teater       |
| ---- | ----------- | --- | ----------- | ------------ |
| 1958 | Medverkande | Stig Lommers sommarrevy 1958, revy Arvid Möller, Börge Möller, Hans Alfredson, Tage Danielsson och Gösta Rybrant | Stig Lommer | Idéonteatern |